# Marion Poussier
Marion Poussier est une photographe française née à Rennes en 1980.
Elle est diplômée de l'École nationale supérieure Louis-Lumière en 2003.

## Récompenses
- 2003, bourse du talent pour La canicule[3].
- 2005, mention Spéciale du Prix Kodak de la critique[4]
- 2006, prix Lucien Hervé et Rodolf Hervé[5]
- 2010, prix de photographie de l'Académie des beaux-arts  pour son projet Famille[6],[7].

## Principales expositions
- La Canicule, Paris, Mois de la Photographie 2004
- Un été, Rencontres internationales de la Photographie d’Arles, 2006
- Les Sentiers de l’Olympe, coll., Hôtel de Ville de Levallois, 2/6/-31/8/2008 et Rencontres de la Photographie à Arles 2008[3]
- France 14, coll., Rencontres d'Arles, puis Bibliothèque François-Mitterrand, 30/9-21/11/2010[1],[8],[9]
- Famille, Académie des beaux-arts, Paris, 25/10-20/11/2011[10],[11]